# Kruklanki
Kruklanki (Duits: Kruglanken) is een dorp in de Poolse woiwodschap Ermland-Mazurië. De plaats maakt deel uit van de gemeente Kruklanki en telt 1100 inwoners.